# گرد الماس

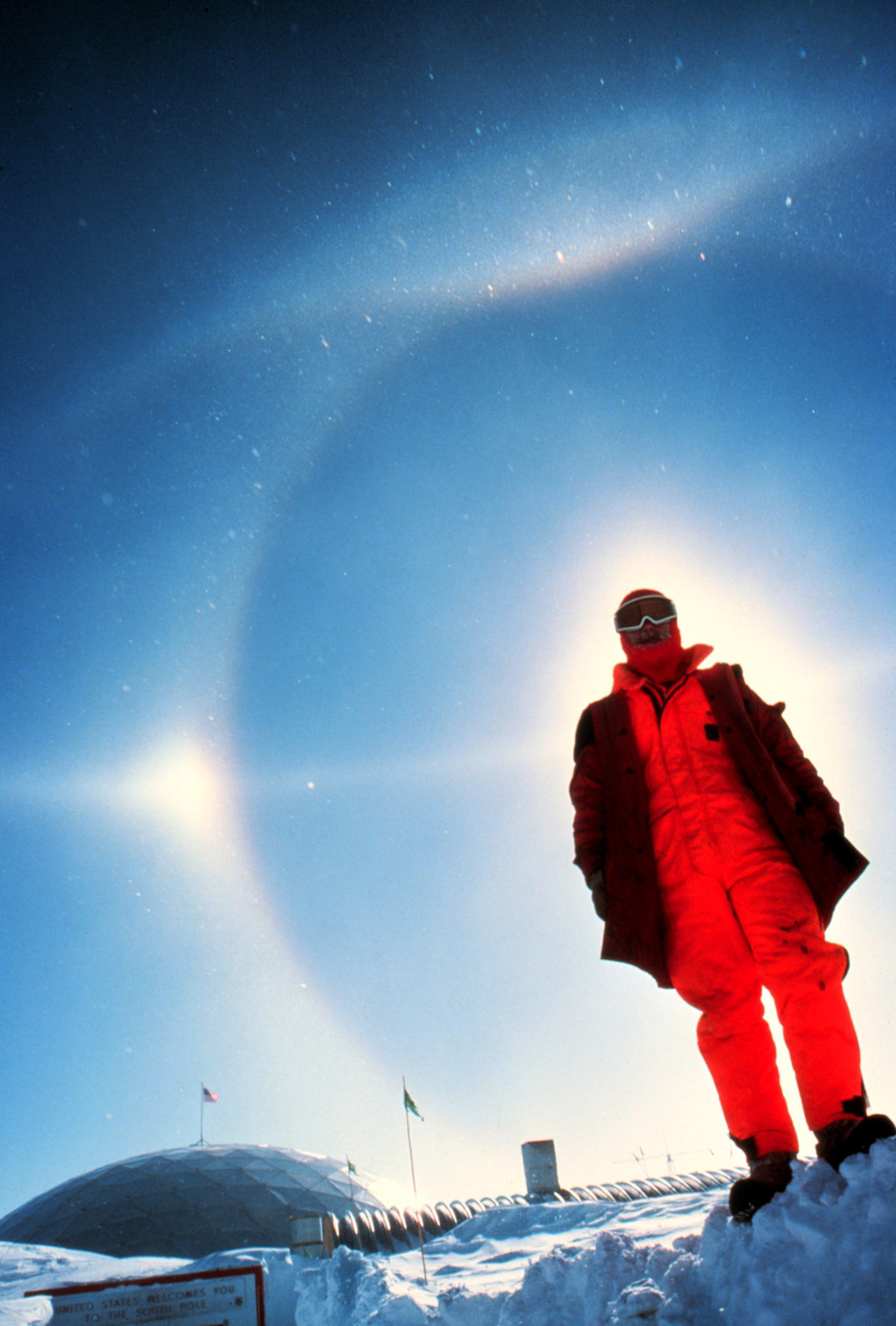
نمایش هاله در قطب جنوب (۱۹۸۰)، دارای خورشید کاذب، هاله ۲۲ درجه، دایره پارهلیک، قوس مماس بالایی (Tangentarc) و کمان پری (Parry arc). گرد الماس به‌صورت انعکاس نقطه‌ای از بلورهای مجزا در نزدیکی دوربین قابل مشاهده است.

غبار یخ یا گرد الماس (انگلیسی: Diamond dust)، ابری در سطح زمین است که از بلورهای یخ کوچک تشکیل شده است. این پدیده هواشناسی به‌سادگی به‌عنوان بلورهای یخ نیز شناخته می‌شود و در کد متار به عنوان آی‌سی (IC) گزارش شده است. گرد الماس عموماً در زیر آسمان صاف یا تقریباً صاف تشکیل می‌شود، بنابراین گاهی به‌عنوان بارش آسمان صاف شناخته می‌شود. گرد الماس بیشتر در قطب جنوب و قطب شمال مشاهده می‌شود، اما می‌تواند در هر نقطه‌ای با دمای بسیار پایین‌تر از انجماد رخ دهد. در مناطق قطبی زمین، گرد الماس ممکن است چندین روز بدون وقفه باقی بماند.

## مشخصات
گرد الماس شبیه مه است زیرا ابری است که در سطح قرار دارد. با این حال، از دو جنبه اصلی با مه متفاوت است. به‌طور کلی مه به ابری گفته می‌شود که از آب مایع تشکیل شده است (اصطلاح مه یخی معمولاً به مه‌ای اشاره دارد که به‌صورت آب مایع تشکیل شده و سپس یخ‌زده است و به نظر می‌رسد اغلب در دره‌هایی با آلودگی هوا مانند فیربنکس آلاسکا رخ می‌دهد، در حالی که گرد الماس مستقیماً تشکیل می‌شود. به‌صورت یخ). همچنین، مه به اندازه کافی ابر متراکم است که دید را به میزان قابل توجهی کاهش می‌دهد، در حالی که گرد الماس معمولاً بسیار نازک است و ممکن است تأثیری بر روی دید نداشته باشد (بلورهای بسیار کمتری در حجم هوا نسبت به قطرات در همان حجم با مه وجود دارد). با این حال، گرد الماس اغلب می‌تواند دید را کاهش دهد، در برخی موارد تا زیر ۶۰۰ متر. عمق لایه گرد الماس می‌تواند به‌طور قابل ملاحظه ای از ۲۰ تا ۳۰ متر تا ۳۰۰ متر متفاوت باشد. از آنجایی که گرد الماس همیشه دید را کاهش نمی‌دهد، اغلب اولین بار توسط درخش‌های مختصر ناشی از زمانی که بلورهای ریز در هوا می‌چرخند و نور خورشید را به چشم منعکس می‌کنند آشکار می‌شوند. این اثر درخشان نام خود را به این پدیده داده است زیرا به نظر می‌رسد الماس‌های ریز زیادی در هوا می‌درخشند.

عکس‌های سریال گرد الماس
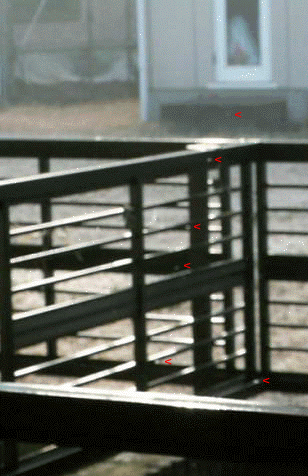
گرد الماس به‌طور خلاصه در تسوکوبا، ژاپن مشاهده شد. اینها عکس‌های سریالی از یک فیلم هستند. به تفاوت‌ها در مکان‌های بلور توجه کنید.
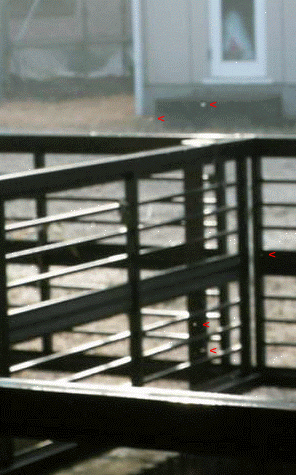
دما ۲- درجه سانتی‌گراد، رطوبت نسبی تقریباً ۱۰۰٪ بود. این عکس‌ها فقط ذرات درخشان را ثبت کردند.

## تشکیل
این بلورهای یخ معمولاً زمانی تشکیل می‌شوند که یک وارونگی دما در سطح وجود داشته باشد و هوای گرم‌تر بالای زمین با هوای سردتر نزدیک سطح مخلوط شود. از آنجایی که هوای گرم‌تر اغلب حاوی بخار آب بیشتری نسبت به هوای سردتر است، این اختلاط معمولاً بخار آب را به هوای نزدیک سطح منتقل می‌کند و باعث افزایش رطوبت نسبی هوای نزدیک به سطح می‌شود. اگر افزایش رطوبت نسبی در نزدیکی سطح به اندازه کافی بزرگ باشد، ممکن است بلورهای یخ تشکیل شوند.
برای تشکیل گرد الماس، دما باید زیر نقطه انجماد آب، ۰ درجه سانتی‌گراد باشد، در غیر این صورت یخ نمی‌تواند تشکیل شود یا ذوب می‌شود. با این حال، گرد الماس اغلب در دمای نزدیک به ۰ درجه سانتی‌گراد مشاهده نمی‌شود. در دمای بین ۰ درجه سانتی‌گراد و حدود ۳۹- درجه سانتی‌گراد افزایش رطوبت نسبی می‌تواند باعث مه یا گرد الماس شود. این به این دلیل است که قطرات بسیار کوچک آب می‌توانند در زیر نقطه انجماد مایع باقی بمانند، حالتی که به‌عنوان آب فوق سرد شناخته می‌شود. در مناطقی با تعداد زیادی ذرات ریز در هوا، ناشی از آلودگی انسانی یا منابع طبیعی مانند گرد و غبار، قطرات آب ممکن است در دمای حدود ۱۰- درجه سانتی‌گراد منجمد شوند، اما در مناطق بسیار تمیز، در جایی که هیچ ذره‌ای (هسته یخ) برای کمک به یخ‌زدن قطرات وجود ندارد، می‌توانند تا دمای ۳۹- درجه سانتی‌گراد مایع باقی بمانند، در این مرحله حتی قطرات بسیار ریز و خالص آب منجمد می‌شوند. در داخل قطب جنوب، گرد الماس در دمای کمتر از ۲۵- درجه سانتی‌گراد نسبتاً رایج است.
گرد الماس مصنوعی می‌تواند از ماشین‌های برفی که بلورهای یخ را به هوا می‌برند تشکیل شود. اینها در پیست‌های اسکی یافت می‌شوند.

## خواص نوری

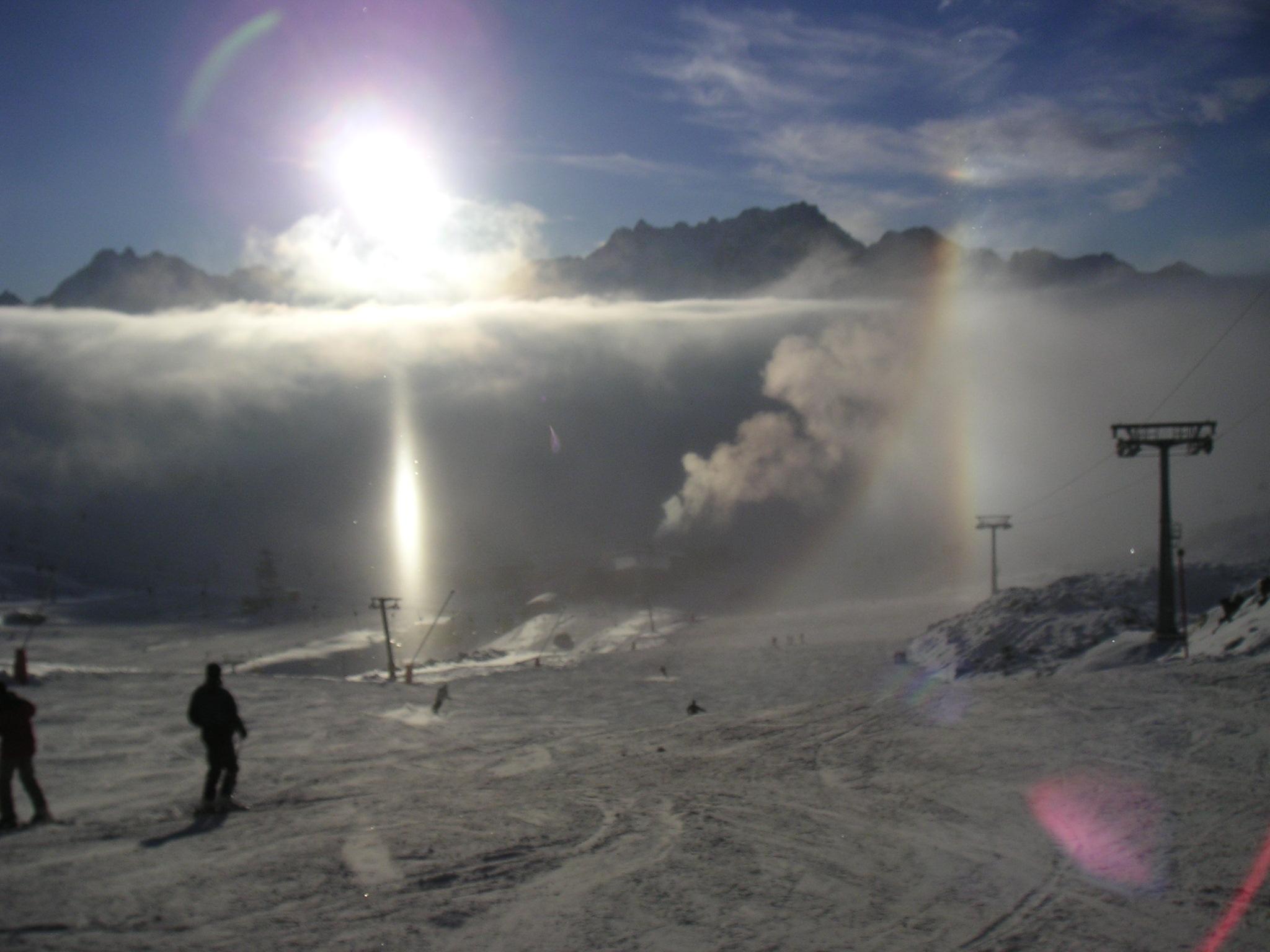
هاله‌های زیر افق در ایشگل: زیر خورشید، زیر پرهلیون و هاله جزئی ۲۲ درجه، با درخشش بلورهای یخ در اطراف زیر خورشید.

گرد الماس اغلب با هاله‌هایی مانند خورشید کاذب، ستون‌های نور و غیره همراه است. مانند بلورهای یخ در ابرهای پرسا یا پرساپوشنی، بلورهای گرد الماس مستقیماً به‌صورت بلورهای یخ شش ضلعی ساده، خلاف قطرات انجماد و به‌طور کلی به آرامی تشکیل می‌شوند. این ترکیب منجر به بلورهایی با اشکال مشخص - معمولاً صفحات یا ستون‌های شش‌ضلعی - می‌شود که مانند یک منشور، می‌توانند نور را در جهات خاصی منعکس یا شکست دهند.

## اقلیم‌شناسی
در حالی که گرد الماس را می‌توان در هر منطقه‌ای از جهان که زمستان‌های سردی دارد مشاهده کرد، بیشتر در قسمت‌های داخلی قطب جنوب، جایی که در تمام طول سال رایج است، دیده می‌شود. شوردتفگر (Schwerdtfeger) (۱۹۷۰) نشان می‌دهد که گرد الماس به‌طور متوسط ۳۱۶ روز در سال در ایستگاه پلاتو در قطب جنوب مشاهده می‌شود و رادوک و لیل (۱۹۷۷) تخمین می‌زنند که بیش از ۷۰ درصد از بارشی که در ایستگاه فلات در سال ۱۹۶۷ باریده است به شکل گرد الماس بوده است. پس از ذوب شدن، کل بارندگی در سال تنها ۲۵ میلی‌متر بود.

## گزارش آب و هوا و تداخل
گرد الماس ممکن است گاهی برای ایستگاه‌های هواشناسی خودکار فرودگاه مشکل ایجاد کند. دماسنج و سنسور دید همیشه ریزش گرد الماس را به‌درستی تفسیر نمی‌کنند و دید و حد پرواز را صفر گزارش می‌کنند (آسمان ابری). با این حال، یک ناظر انسانی به‌درستی متوجه آسمان صاف و دید نامحدود می‌شود. شناسه متار برای گرد الماس در گزارش‌های هواشناسی ساعتی بین‌المللی آی‌سی (IC) است.